# Perché è un bravo ragazzo

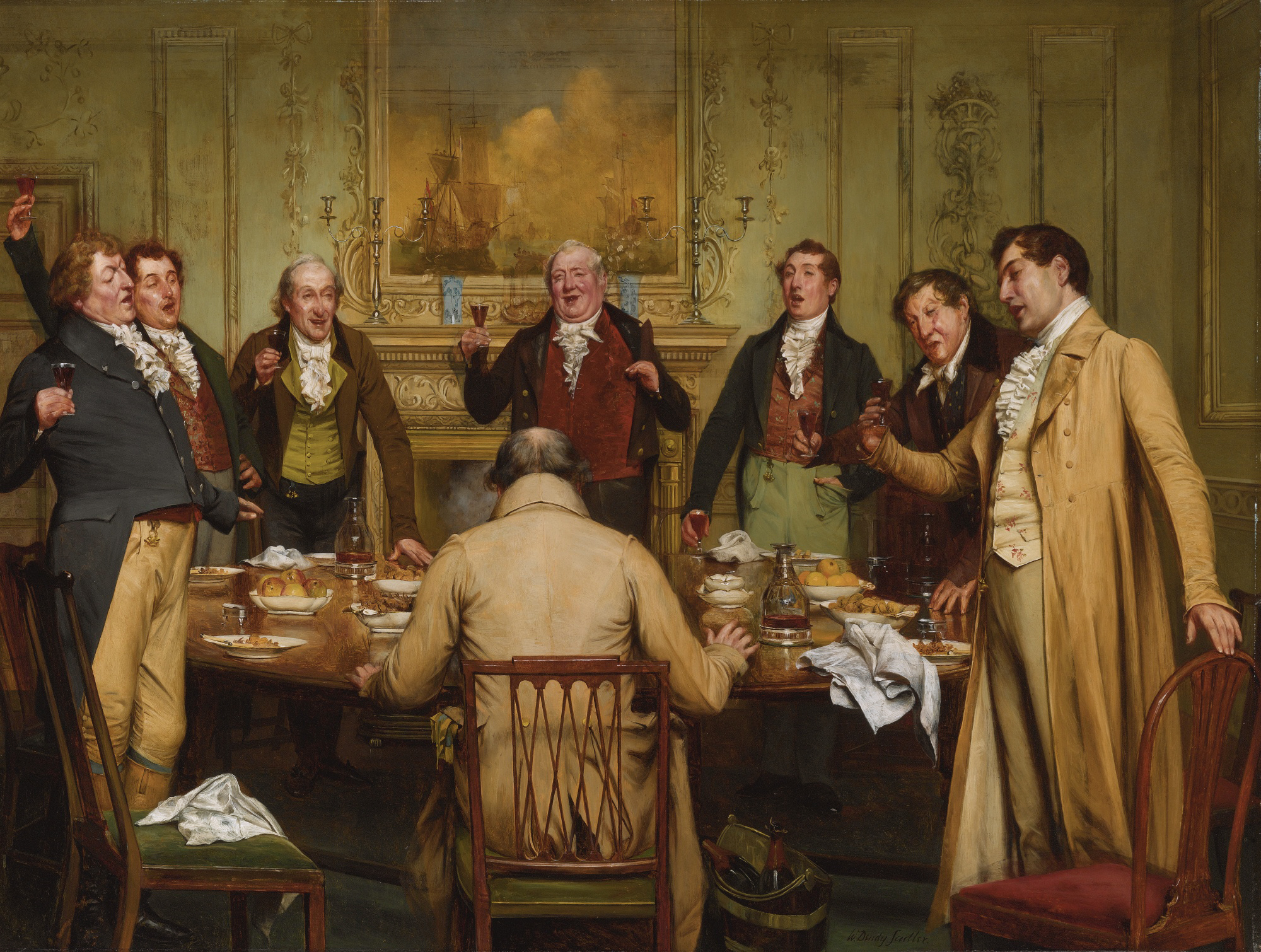
For he's a jolly good fellow and so say all of us di Dendy Sadler. Olio su tela, prima del 1897.

Perché è un bravo ragazzo è un brano popolare diffuso in numerose nazioni.
La versione inglese, "For he's a jolly good fellow" è stata scritta ai primi del Settecento in risposta - con la stessa musica ma con parole e spirito diversi - alla canzone francese "Marlbrough s'en va-t-en guerre", le cui parole ricordano la battaglia di Malplaquet (1709), durante la Guerra di successione spagnola. La battaglia fu una vittoria di Pirro per gli austriaci sotto il generale inglese John Churchill, Duca di Marlborough, e i francesi cominciarono a irriderlo con questa canzone. Gli inglesi poi composero delle parole nuove per inneggiarlo e infatti il "bravo ragazzo" (il "jolly good fellow", letteralmente il "felice buon compagno") era in origine proprio il duca. Le origini dell'aria risalirebbero, secondo François-René de Chateaubriand, a un canto arabo dei tempi delle crociate.
Verso la fine del '700 la melodia era così nota che Pierre-Augustin Caron de Beaumarchais ne utilizzò il motivo per la canzonetta di Cherubino nelle Le nozze di Figaro (Beaumarchais) (al cui posto  Wolfgang Amadeus Mozart scriverà l'aria Voi che sapete) e ancora Ludwig van Beethoven la utilizzerà per una sua opera, La vittoria di Wellington, per rappresentare i soldati inglesi a combattere contro i francesi di Napoleone Bonaparte in Spagna; si dice che fu la prima canzone a venir insegnata agli indigeni dell'Australia, in origine colonia penale del Regno Unito, e col tempo la versione inglese prenderà il sopravvento. Una successiva versione statunitense applica qualche piccola modifica al testo.
La versione italiana recita "Perché è un bravo ragazzo (x3) Nessuno lo può negar", con diverse varianti, come ad esempio "E tutti gli vogliono ben" al posto della seconda frase; spesso essa viene cantata nei compleanni o negli eventi più salienti della vita del festeggiato, al quale la canzone è dedicata.

## Testi e melodia
| Testo britannico              | Testo statunitense            | Testo italiano             |
| ----------------------------- | ----------------------------- | -------------------------- |
| For he's a jolly good fellow, | For he's a jolly good fellow, | Perché è un bravo ragazzo, |
| for he's a jolly good fellow  | for he's a jolly good fellow  | perché è un bravo ragazzo, |
| For he's a jolly good fellow, | For he's a jolly good fellow, | Perché è un bravo ragazzo, |
| and so say all of us!         | which nobody can deny!        | nessuno lo può negar!      |